# フッ素樹脂
フッ素樹脂（フッそじゅし、fluorocarbon polymers）とは、フッ素を含むオレフィンを重合して得られる合成樹脂の総称である。耐熱性耐薬品性の高さや摩擦係数の小さいことが特徴である。中でも最も大量に生産されているフッ素樹脂はポリテトラフルオロエチレン〈四フッ化樹脂〉である。
また、フッ素ゴムは部分フッ素樹脂あるいはフッ素樹脂の共重合体をフォームに加工したものである。
尚、「テフロン」はデュポン社のフッ素樹脂やその加工製品商標である。

## 特徴

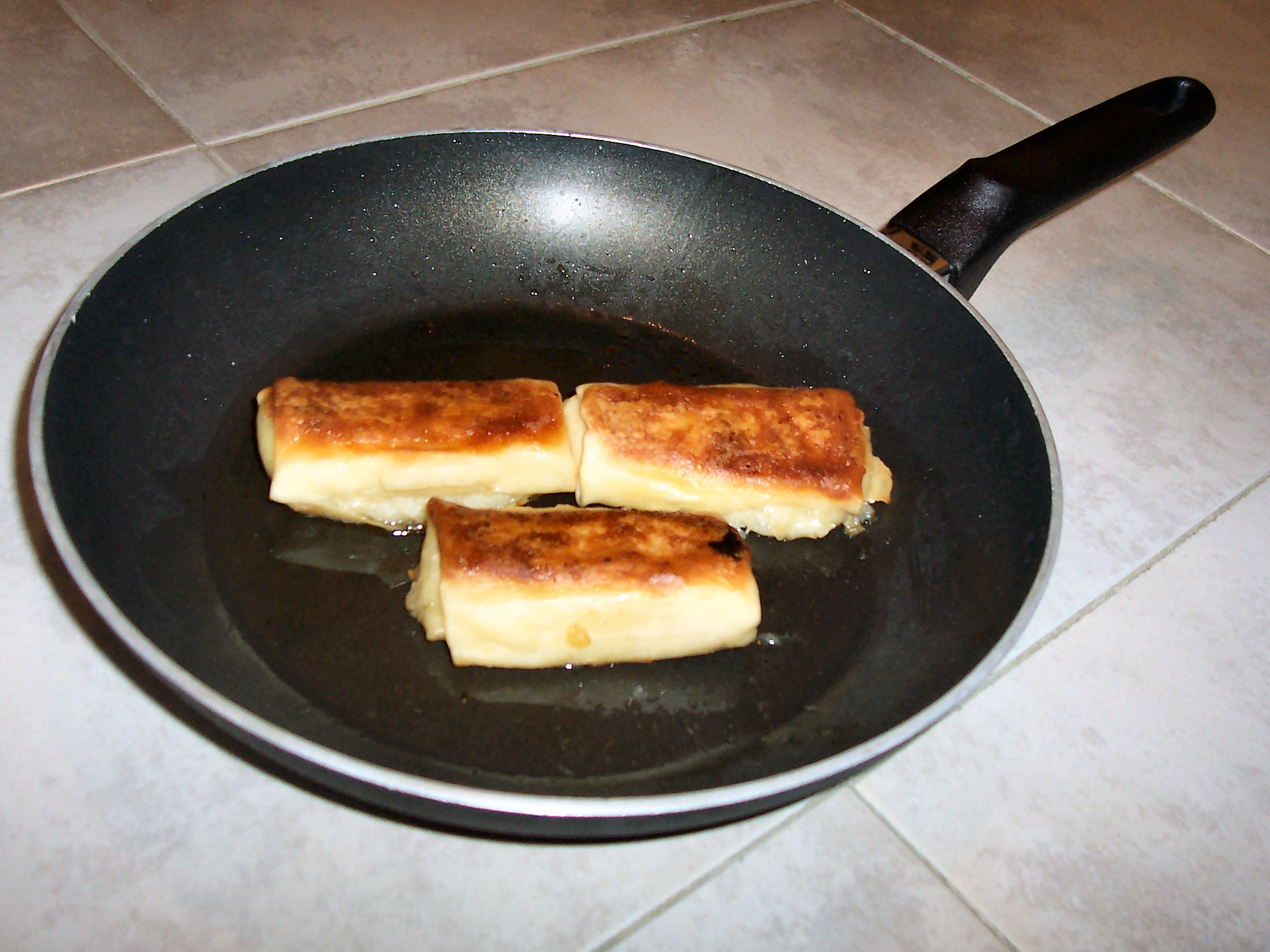
フッ素樹脂加工されたフライパン

化学薬品に対する耐久力や電気絶縁性が高く、表面の摩擦係数は既知物質では最も低く、高温にも安定で不燃性のため、エンジニアリングプラスチックとして利用されている。デュポン社のポリテトラフルオロエチレンは、フロンを研究していたロイ・プランケット博士によって、1938年にフロンの偶発的な重合反応により発明された。
ポリテトラフルオロエチレンはアメリカ合衆国で第二次世界大戦中マンハッタン計画のウラン235濃縮工程でフッ素やフッ化水素酸に耐えうるライニング素材として開発され、戦後工業化された。フライパンやアイロンの焦げ付き防止用や離型剤として日用品にも利用される。
最初に開発されたポリテトラフルオロエチレンは、260 ℃の耐熱性を持つが熱可塑性を示さず、加工性が悪い素材である。加圧成形焼成法、押出し成形法によって成形する。
成形性を高めるために、完全にフッ素化されているポリテトラフルオロエチレンの、フッ素基の一部を水素または塩素で置換したり、オレフィンとしたさまざまなクロロトリフルオロエチレン樹脂やポリフッ化ビニリデン樹脂が開発された。これらの樹脂は耐熱性でポリテトラフルオロエチレンに劣るものの加工性は高く、圧縮、押出し、射出成形が可能な素材である。
金属部品に静電粉体コーティング（パウダーコート：英語版）したり、エポキシ樹脂とともにシート状に加工されて、金属製あるいは非金属性輸送コンテナの内張りとして取り付けられる場合もある。

## 分類
- 完全フッ素化樹脂
  - ポリテトラフルオロエチレン（四フッ素化樹脂、略号：PTFE）
- 部分フッ素化樹脂
  - ポリクロロトリフルオロエチレン（三フッ素化樹脂、略号：PCTFE, CTFE）
  - ポリフッ化ビニリデン（略号：PVDF）
  - ポリフッ化ビニル（略号：PVF）
- フッ素化樹脂共重合体
  - ペルフルオロアルコキシフッ素樹脂（略号：PFA）
  - 四フッ化エチレン･六フッ化プロピレン共重合体（略号：FEP）
  - エチレン･四フッ化エチレン共重合体（略号：ETFE）
  - エチレン･クロロトリフルオロエチレン共重合体（略号：ECTFE）

ポリテトラフルオロエチレン
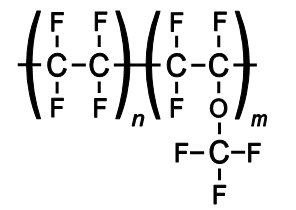
PFA

## 商標
- テフロン®(Teflon®) - ケマーズ（旧デュポン）のフッ素樹脂類（PTFE, PFA, FEP）の商標
- テフゼル®(Tefzel®) - デュポンのETFEの商標
- カルレッツ®(Kalrez®) - デュポンのFFKMの商標
- バイトン®(Viton®) - ケマーズ（旧デュポン）のフッ素ゴム類（FPM / FKM）の商標
- テドラー®(Tedlar®) - デュポンのPVFの商標
- ポリフロン™(Polyflon™) - ダイキン工業のPTFEの商標
- ネオフロン™(Neoflon™) - ダイキン工業のPFA, FEP, CTFE, ETFEの商標
- ダイエル™(Daiel™) - ダイキン工業のフッ素ゴム類の商標
- デムナム™(Demnum™) - ダイキン工業のフッ素オイル類の商標
- フルオン®(Fluon®) - AGCのPTFE・PFA・ETFEの商標
- ヘイラー®(Halar®) - ソルベイのECTFEの商標
- ハイラー®(Hylar®) - ソルベイのPVDFの商標
- カイナー®(Kynar®) - アルケマのPVDFの商標
- テクノフロン®(Tecnoflon®) - ソルベイのFKM, FFKMの商標
- レアフロン®(NOK®) - NOK (企業)のPTFEの商標
- ダイニオン®(Dyneon®) - 3MのFKM, FFKM, PTFEの商標
- Kel-F® - 3MのPCTFEの商標（1995年に生産中止）